# 张国龙 (作家)
张国龙（1972年—），男，汉族，四川营山人，文学博士，中国作家协会会员，现任教于北京师范大学文学院，副教授，硕士生导师。

## 生平
2006年毕业于北京师范大学文学院，获文学博士学位。现任教于北京师范大学文学院。主要从事儿童文学和中国当代散文研究。
1990年开始发表作品。2006年加入中国作家协会。著有长篇小说《少年行者》、《蓝调少年》，散文集《享受生命这一程》，共出版文学作品十余部。出版有论著《审美视阈中的成长书写》，随笔集《享受生命这一程》，长篇小说《少年行者》、《蓝调少年 蓝调少年》、《头长反毛的小丫》、《梧桐街上的梅子》等20余部。主编有散文集《真情》、《亲爱的爸爸妈妈》、《感悟乡情》、《感悟师生情》、《来生让我做您的母亲》、《来生您还做我的父亲》等数十部。

## 榮譽
责编的系列教育类图书《成就一生好习惯》获第14届中国图书奖。
长篇小说《头长反毛的小丫》入选2008年新闻出版总署向全国青少年推荐百种优秀图书。
2007年被评为中国最受读者喜爱的十大儿童文学作家。